# Edito de Amboise
O Edito de Amboise, por vezes conhecido como Edito de Pacificação, foi assinado no Castelo de Amboise em 19 de março de 1563 por Catarina de Médici, atuando como regente de seu filho Carlos IX de França. O tratado terminou oficialmente a primeira fase das Guerras Religiosas Francesas. Além disso, o tratado de paz restaurou a França, garantindo aos huguenotes privilégios religiosos e liberdades.[carece de fontes?]
Embora o Edito não fosse tão generoso como o Édito de Saint-Germain (janeiro de 1562), ele ainda permitiu serviços protestantes abertos e não regulamentados nos domicílios particulares de nobres e em um subúrbio de uma cidade pré-determinada em cada Baillage ou sénéchaussée.
O Parlamento de Paris, que havia expulsado seus membros huguenotes, resistiu registrar o Edito — como fizeram os parlamentos provinciais — mas capitulou após protestos, acrescentando a ressalva de que o edito podia ter aplicação limitada até que o rei atingisse a maioridade, quando um Conselho nacional decidiria a questão religiosa. Quando o rei anunciou sua maioria (17 de agosto de 1563, pouco depois de seu décimo terceiro aniversário), ele escolheu o Parlamento provincial de Ruão como local inédito de sua lit de justice e publicou ao mesmo tempo uma versão mais completa do edito.